# G1 CLIMAX
G1 클라이맥스(G1 CLIMAX)는 신일본 프로레슬링의 페이 퍼 뷰로서 1991년부터 개최되었다. 우승 시, 다음 해 1월 4일에 열리는 레슬 킹덤에서 IWGP 월드 헤비웨이트 챔피언십 도전 기회를 가질 수 있다.